# Râul Nadeș, Târnava Mică
Râul Nadeș este un curs de apă, afluent al râului Târnava Mică. 

## Hărți
- Harta județului Mureș